# Дихлорид дикарбонилрутения
Дихлори́д дикарбонилруте́ния — неорганическое соединение, 
карбонильный комплекс рутения с формулой Ru(CO)2Cl2,
лимонно-жёлтые кристаллы,
не растворяется в воде.

## Получение
- Действие монооксида углерода на хлорид рутения(III):

{\displaystyle {\mathsf {2RuCl_{3}+4CO\ {\xrightarrow {200^{o}C}}\ 2Ru(CO)_{2}Cl_{2}+Cl_{2}}}}

## Физические свойства
Дихлорид дикарбонилрутения образует лимонно-жёлтые, легко возгоняющиеся кристаллы.
Не растворяется в воде.

## Химические свойства
- При реакции с азотной кислотой выделяет монооксид углерода и образует Ru(NO)Cl2.

- Восстанавливает аммиачный раствор серебра.